# 여기 (화가)

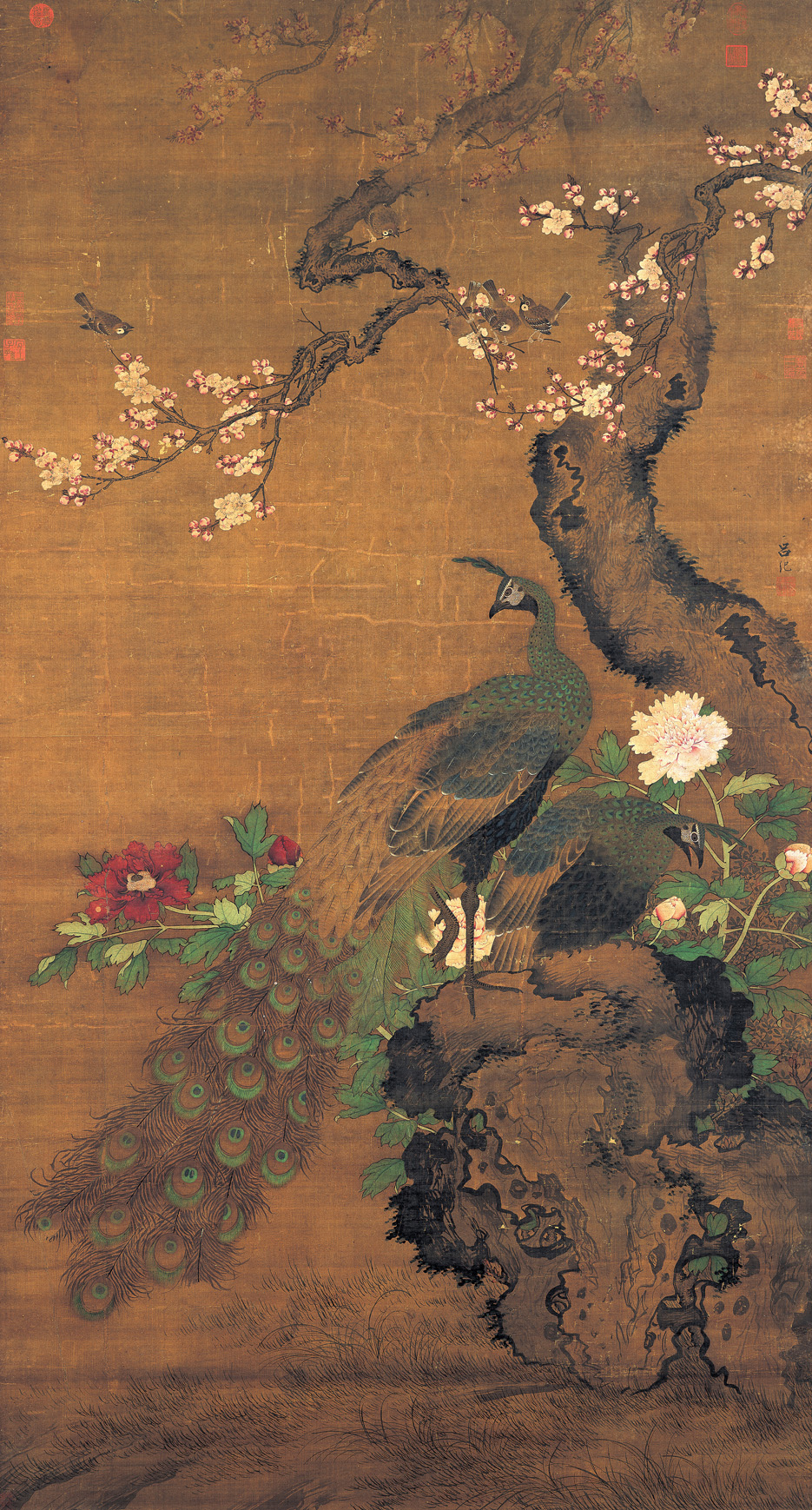

여기(呂紀, 1477년 경 ~ ?)는 명나라(1368~1644년) 시기에 화조화 작품을 주로 그린 중국의 화가이다. 구체적인 사망일은 알려져 있지 않다. 자는 정진(廷振), 호는 악우(樂愚)이다.
여기는 저장성 닝보시에서 태어났다. 그의 작품 중 일부는 절제된 표현으로 훌륭한 색을 이용한 반면, 다른 작품들은 부드러운 잉크와 물색만 이용하여 좀 더 물흐르는 듯한 표현을 보인다.